# Katashina
Katashina (jap. 片品村 Katashina-mura) – wieś w Japonii, na wyspie Honsiu, w prefekturze Gunma. Według danych na rok 2020 miejscowość zamieszkiwało 3 993 mieszkańców , a gęstość zaludnienia wyniosła 10,2 os./km².